# Собор Святого Иосифа (Хайдарабад)
Собор святого Иосифа — католический храм в городе Хайдарабад, штат Телангана, Индия. Кафедральный собор архиепархии Хайдарабада.

## История
Первый католический храм в Хайдарабаде был построен в 1820 году европейскими миссионерами из организации «Папский институт заграничных миссий». Строительство современного храма началось в 1869 году, когда священник Антонио Тальябуэ купил земельный участок для строительства католической школы Всех Святых, монастыря и храма. 18 марта 1870 года священник Пьетро Капротти, будущий апостольский викарий Хайдарабада, освятил краеугольный камень нового храма во время празднования памяти святого Иосифа. В 1872 году священник Луиджи Мальберти закончил строительство главного здания церкви, которое было освящено во время Рождества 1875 года. 1 сентября 1886 года апостольский викариат Хайдарабада был преобразован в епархию и в 1887 году декретом Римского папы Льва XIII церковь святого Иосифа получила статус кафедрального собора.